# Saverio Mercadante
Saverio Giuseppe Raffaele Mercadante, italijanski operni skladatelj, *17. september 1795, Altamura pri Bariju, Italija, † 17. december 1870, Neapelj, Italija.

## Življenje
Točen datum rojstva skladatelja ni znan. Navedeni datum je datum krsta. Glasbo je študiral na konservatoriju San Sebastian v Neaplju, kasneje se je izpopolnjeval še pri mojstru Zingarelliju. Kratek čas je živel na Dunaju, v Španiji in na Portugalskem. Na Rossinijevo povabilo je odšel tudi v Pariz. Postal je direktor nekaterih glasbenih konservatorijev.
Ustvarjal je v obdobju belkanta in bil blizu glasbenemu izrazu Rossinija, Bellinija in Donizzetija. Kljub nekaterim velikim uspehom za časa življenja pa je po smrti nekaj desetletij njegovo delo utonilo v pozabo. Ponovno so ga odkrili spet po drugi svetovni vojni.

## Delo
Mercadante je bil plodovit skladatelj. Ustvaril je 60 oper, 4 balete, 21 maš, pisal je komorno glasbo …

## Opere (izbor)
- Hamlet (1822)
- Zaira (1831)
- Normani v Parizu (1832)
- Razbojniki (1836)
- Il giuramento (1837)
- Vestalka (1840)
- Vasco da Gama (1845)
- Medeja (1851)

## Glasbeni primer
Prizor, arija in stretta Viscarda di Beneventa iz opere Il giuramento v izvedbi tenorista Placida Dominga 